# Pak Kjudzsong
Pak Kjudzsong (hangul: 박규정, handzsa: 朴奎禎, RR: Park Gyu-jeong; 1924. június 12. – 2000) dél-koreai labdarúgóhátvéd.

## Pályafutása
1939–40-ben a Phenjan FC, 1946-ban a Kjongszong FC, 1947 és 1949 között a Joseon Electric, majd a ROK Army labdarúgója volt.
A dél-koreai válogatott tagjaként részt vett a svájci világbajnokságon, ahol a magyar válogatottal szerepeltek egy csoportban.
1959-ben az U20- válogatott edzője volt. 1961–62-ben a ROK Army OPMG csapatánál dolgozott. 1962-ben a dél-koreai B-válogatottnál, 1966-ban ismét az U20-asnál tevékenykedett. 1968-ban a Yangzee FC, 1971–73-ban a Korea Trust Bank szakmai munkáját irányította.